# Verschneite Dächer

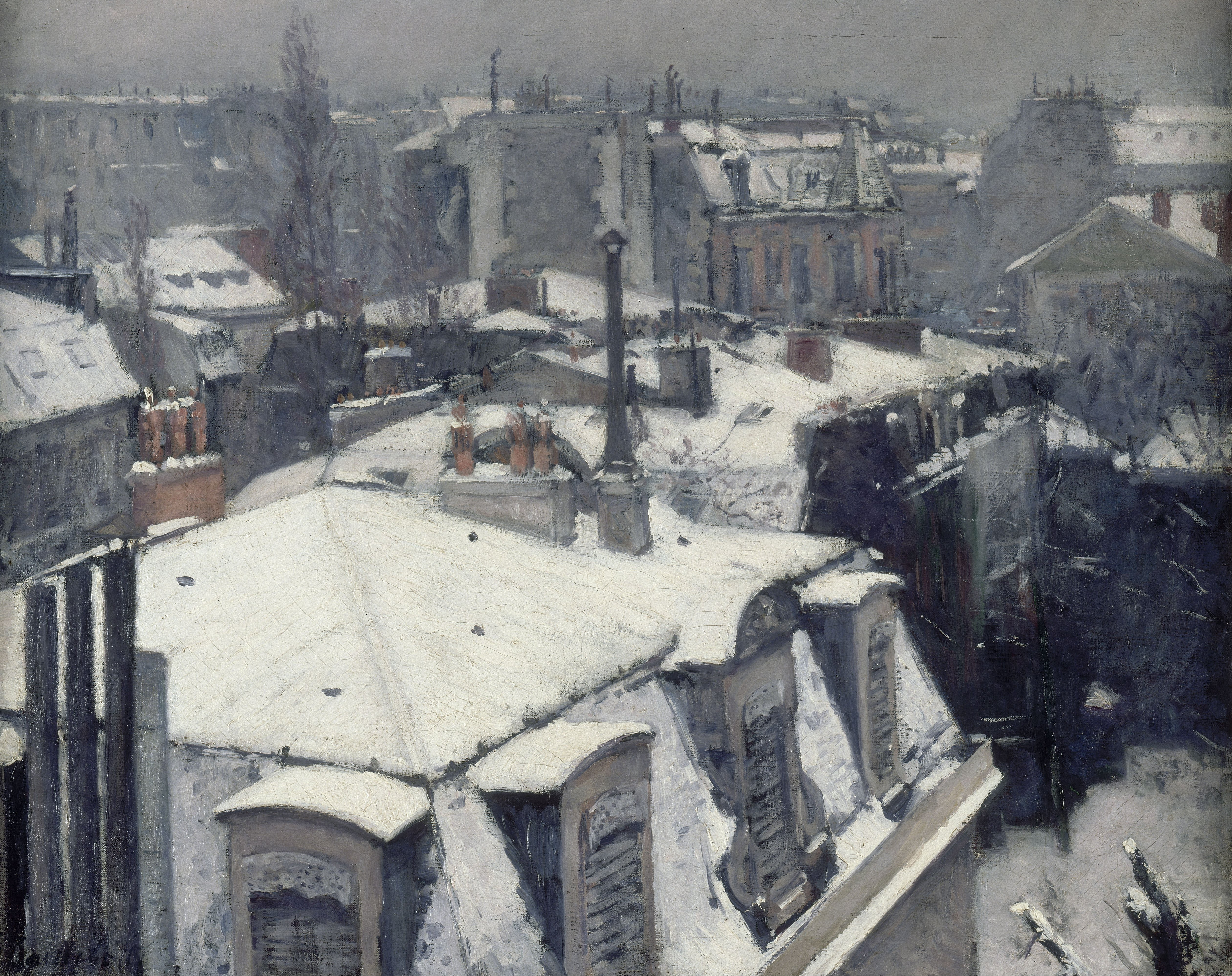
Verschneite Dächer
Gustave Caillebotte, 1878/79
64,5 cm × 81 cm
Öl auf Leinwand
Musée d’Orsay, Paris

Verschneite Dächer, auch Blick über Dächer bei Schnee (französisch Vue de toits (Effet de neige) oder Toits sous la neige), ist ein im Winter 1878/79 entstandenes Gemälde des französischen Malers Gustave Caillebotte. Das 64,5 cm × 81 cm große, in Öl auf Leinwand gemalte Bild ist Teil einer Serie von sechs Gemälden, die – anders als zuvor vom Künstler gemalte Bilder – nicht die streng geometrisch gegliederten Grands Boulevards zeigen, sondern den Blick auf ungeordnete Dächer und Hinterhöfe der von der Modernisierung unberührt gebliebenen Stadtteile von Paris.
Vorbilder für solche winterlichen Motive im Stile des Impressionismus finden sich in den Arbeiten seiner Malerfreunde Claude Monet und Camille Pissarro, die sich bereits Jahre zuvor damit befasst haben. Das im Pariser Stadtteil Montmartre entstandene Bild malte Caillebotte nur wenige Wochen nach dem Tod seiner Mutter. Möglicherweise war der Tod der Anlass für die düstere Stimmung. Das Bild kam 1894 als Geschenk seines Bruders Martial Caillebotte in die Kunstsammlung des französischen Staates und wird seit 1986 im Musée d’Orsay ausgestellt.

## Bildbeschreibung
Das Gemälde zeigt von einem erhöhten Standpunkt aus den Blick über die verschneiten Dächer von Paris. Im Bildvordergrund befindet sich ein leicht schräg zum Betrachter stehendes Haus, das vom linken und unteren Bildrand angeschnitten ist. Hierdurch ist neben dem Dachgeschoss mit seinen Mansardenfenstern nur ein kleiner Teil der Hauswand zu erkennen. Direkt dahinter steht ein weiteres Haus, von dem neben dem Dach eine zum rechten Bildrand weisende dunkle Hauswand zu sehen ist. Zwischen diesen beiden Häusern und dem rechten Bildrand fällt der Blick in einen Hinterhof. Im Bildhintergrund reichen weitere Häuser vom linken zum rechten Bildrand. Zu erkennen sind ihre Dächer, Wände, Fassaden, Giebel und Dachgauben. Zwischen den Häusern sind vereinzelt Bäume ohne Laub platziert, auf deren Astwerk teils ebenfalls Schnee liegt. Am oberen Bildrand ist als schmaler Streifen der graue Himmel gemalt. Weder eine Straße noch ein markanter Punkt erlauben in dieser menschenleeren Stadtansicht eine genaue Ortsbestimmung.
Caillebotte malte in dieser Stadtansicht eine Fülle von Details. Auffällig sind die zahlreichen Schornsteine in ihren unterschiedlichen Formen, Farben und Materialien. Die in roten Ziegeln gemauerten Varianten, die teilweise kurze röhrenförmige Aufsätze haben, wechseln sich mit grauen Schornsteinen ab, auf denen sich hohe metallene Rohraufsätze befinden, die teils mit Kaminhauben bekrönt sind. Mansarddächer, Satteldächer und Pultdächer variieren in unterschiedlichen Materialien. So gibt es neben den Dacheindeckungen mit Zinkblech bei den Häusern im Vordergrund auch Beispiele mit Dachziegeln, wie beim Haus mit der rötlichen Fassade im Bildhintergrund. Detailreich sind auch die Fenster beim Haus im Bildvordergrund wiedergegeben, wo die einzelnen Stäbe der Außenjalousien ebenso wie die ornamentgeschmückten Lambrequins erkennbar sind.
Für die Kunsthistorikerin Karin Sagner herrscht in diesem Bild „eine triste, fast düstere Poesie vor.“ Die düstere Grundstimmung des Bildes erzeugte Caillebotte nicht etwa mit eher dunkleren Tönen, sondern mit vielen unterschiedlichen Farben. Neben dem dominierenden Weiß des auf den Dächern und anderen Flächen liegenden Schnees nutzte er beispielsweise eine Palette aus dunklem Lila, Blaugrau und Variationen von Grün für die verschiedenen Grautöne sowie abgestufte Ocker- und Rottöne. Ein diffuses Licht verhindert nahezu jegliche Schattenwirkung. Auch aus den stets geschlossenen Fenstern, die keinen Blick in die Innenräume der Häuser zulassen, scheint keine Lichtquelle heraus. Die Malweise des Bildes zeigt die typische Handschrift des Impressionismus. So sind im Bereich des schneebedeckten Hauses im Bildvordergrund grob aufgetragene breite Pinselstriche und -tupfer zu erkennen, während sich bei den Bäumen eine feinere Linienführung findet. Das Bild ist unten links im Bereich der aufgereihten dunklen Schornsteine mit G. Caillebotte signiert, aber nicht datiert.

## Hintergrund zur Entstehung des Bildes
Caillebotte gehörte zu den jüngeren Mitgliedern der Gruppe der Impressionisten. Während seine Malerkollegen Degas, Monet und Renoir ihre Werke bereits in den 1860er Jahren ausstellten, begann er erst Anfang der 1870er Jahre, sich der Malerei zuzuwenden. Als Motive wählte er hierbei zunächst häufig Interieurs, bei denen gelegentlich bereits ein Blick aus dem Fenster Bestandteil des Bildes ist. Beispiele hierfür sind die Gemälde Junger Mann am Klavier, Billard oder Junger Mann am Fenster, an denen er um 1876 arbeitete. Zudem widmete sich Caillebotte in dieser Zeit am Fluss Yerres der Freilichtmalerei und arbeitete an seinen großformatigen Pariser Stadtansichten wie Pont de l’Europe (1876) und Straße in Paris an einem regnerischen Tag (1877). Diese Bilder zeigen – anders als Verschneite Dächer mit seiner Hinterhausperspektive – das moderne Paris mit seinen neuen Straßen, Plätzen und Häusern.
Nach zwei im Sommer 1878 gemalten Motiven mit der Place St.-Augustin, die wie die vorgenannten Gemälde eine Stadtansicht auf Straßenniveau abbilden, ging Caillebotte mit den im selben Jahr geschaffenen Ansichten der Rue Halévy dazu über, den Blick des Betrachters, vom Fenster eines oberen Stockwerkes aus, in die Straße hinunter zu lenken. Zudem zeigt Caillebotte in den Bildern der Rue Halévy erstmals einen Blick auf die Dächer von Paris. Genauso wie im Gemälde Verschneite Dächer sind die Dächer dieser Bilder detailreich ausgeführt. Zu erkennen sind zinkgedeckte Dächer, Mansardenfenster und Schornsteine. Im Unterschied zu Verschneite Dächer haben die Bilder der Rue Halévy einen markanten Orientierungspunkt: die Kuppel am rechten Bildrand und der figurative Dachaufsatz lassen deutlich das Gebäude der Opéra Garnier erkennen und ermöglichen eine genaue Lokalisierung des Standpunktes von Caillebotte.
Das Paris der Grands Boulevards war für Caillebotte, der aus einem wohlhabenden Hause stammte, eine gewohnte Umgebung. Der in Paris geborene Künstler lebte von 1868 bis 1878 in seinem Elternhaus in der Umgebung des Bahnhofs Saint-Lazare, einem während der Umgestaltung der Stadt durch Georges-Eugène Haussmann errichteten Neubau in der Rue de Miromesnil. Ab 1879 ist der Boulevard Haussmann als seine Adresse bekannt. Anlass für diesen Umzug war möglicherweise der Tod von Caillebottes Mutter, die am 20. Oktober 1878 im Alter von 58 Jahren starb. Der Kunsthistoriker Kirk Varnedoe vermutet einen Zusammenhang zwischen dem Tod der Mutter und der Hinwendung zu einer Serie von melancholischen Dachlandschaften im Herbst und Winter 1878/79, zu der auch das Bild Verschneite Dächer gehört. Nicht die moderne Vorderseite der Stadt mit ihren neu erbauten Boulevards, sondern den Blick auf die ungeordneten und versteckten Hinterhöfe und Dächer des alten Paris thematisierte Caillebotte in diesen Bildern.

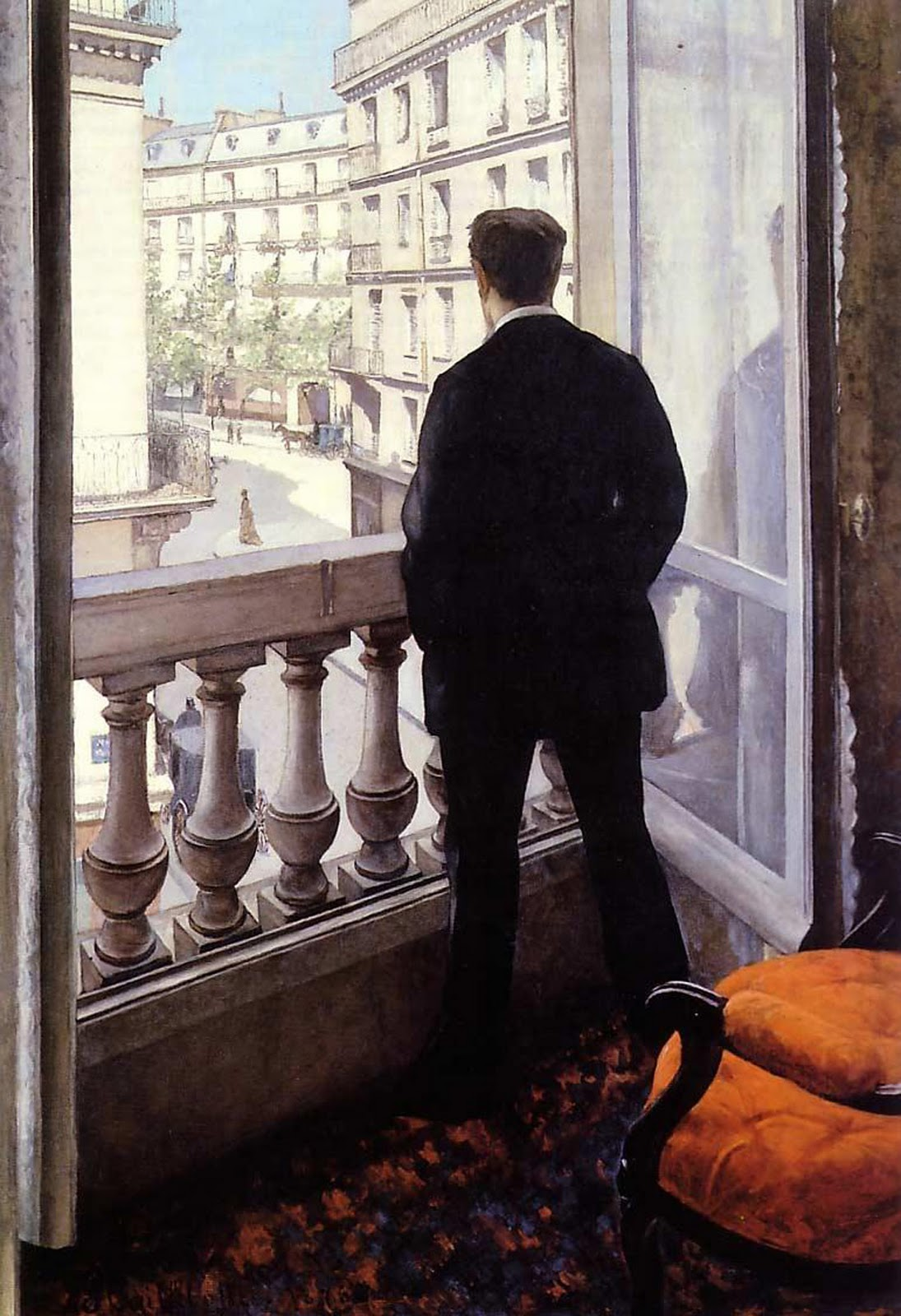
Gustave Caillebotte: Junger Mann am Fenster, 1876, Beispiel für die Verbindung von Interieurmalerei mit dem Blick aus dem Fenster
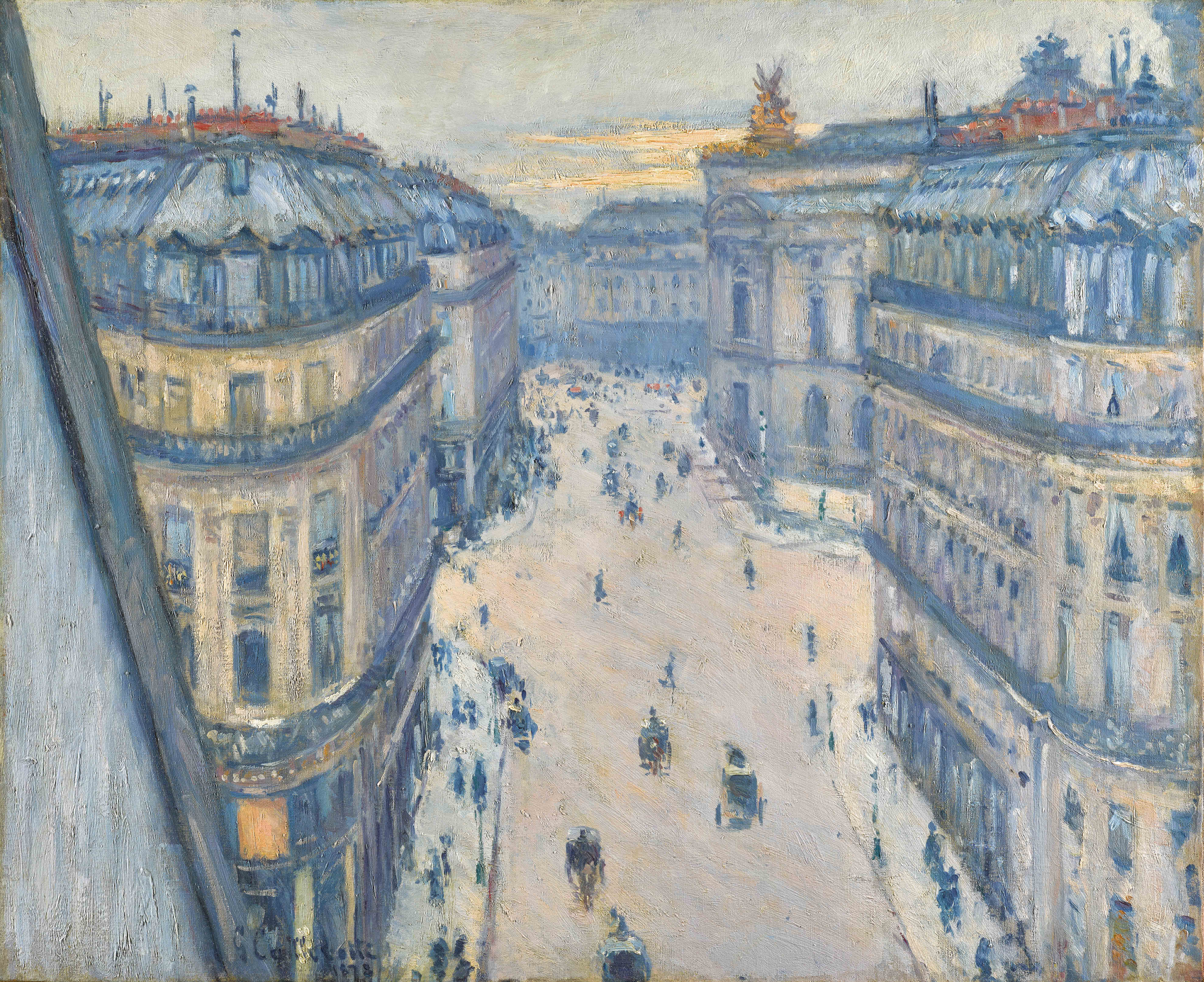
Gustave Caillebotte: Rue Halévy, Blick aus der sechsten Etage, 1878, eines der ersten Bilder des Künstlers mit Blick auf die Dachlandschaft von Paris
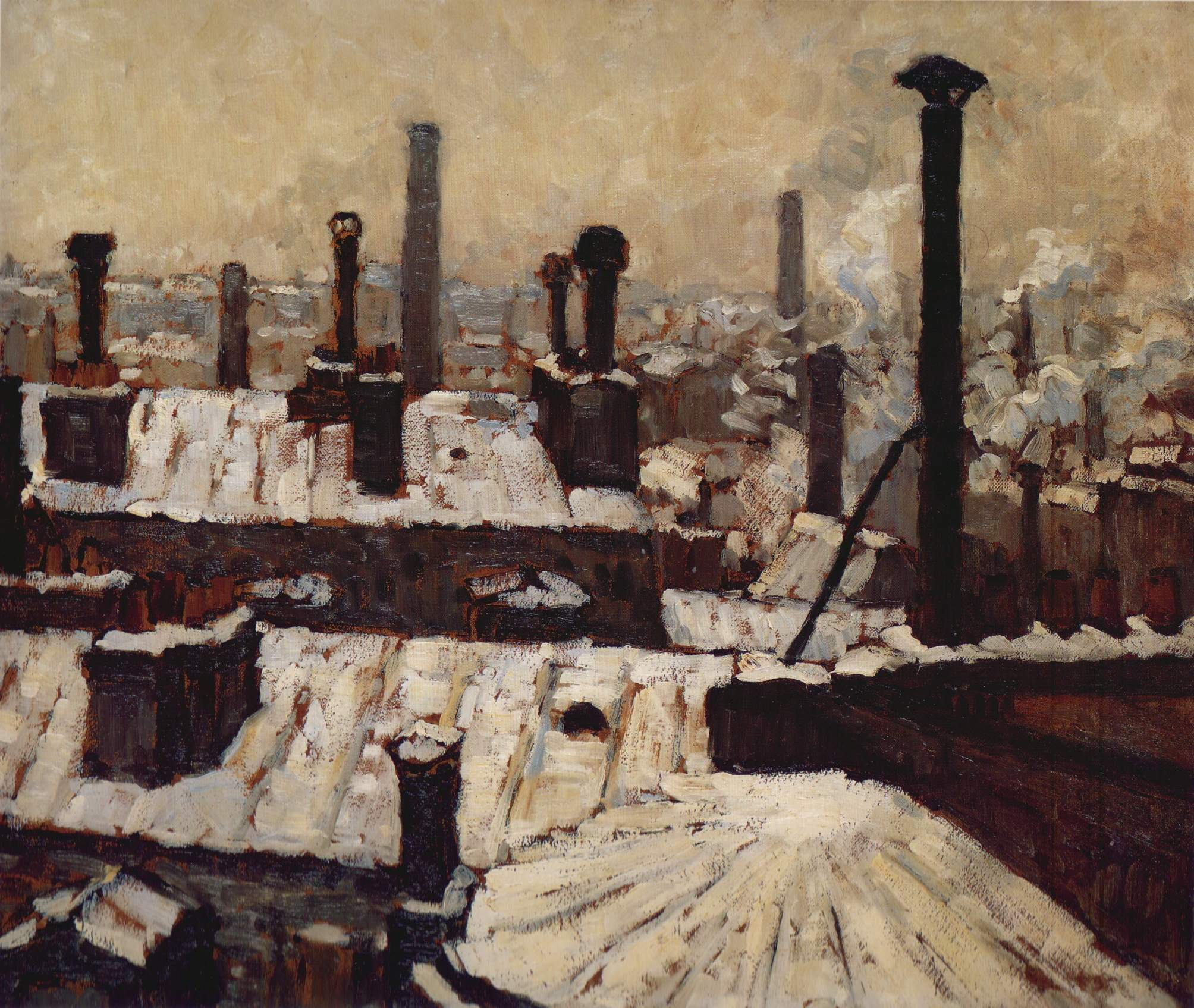
Gustave Caillebotte: Beschneite Dächer, Paris, 1878, Vorbereitende Skizze für Verschneite Dächer
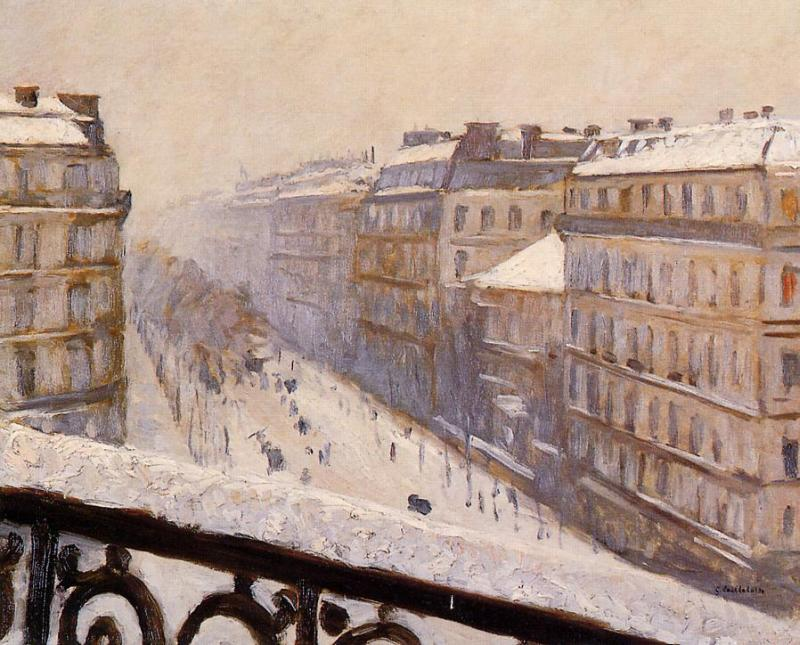
Gustave Caillebotte: Boulevard Haussmann im Schnee, 1880–81, Blick des Künstlers aus der eigenen Wohnung

Aus seiner eigenen Wohnung war Caillebotte dieser Blick jedoch nicht möglich, da die Gebäude der Umgebung die gleiche Höhe hatten wie das Haus, in dem er lebte. Von den sechs Bildern der Serie der Dachlandschaften ist nur bei einem Bild der genaue Standpunkt des Malers bekannt. Das Gemälde Vue de Toits, Paris entstand im Dachatelier des mit Caillebotte befreundeten Künstlers Édouard Dessommes, das sich in der Rue de Clichy in Montmartre befand. Dieses Werk zeigt die grauen Hinterhofdächer noch ohne Schnee und ist als einziges Bild dieser Serie mit der Datierung 1878 versehen. Von Caillebottes Bruder Martial ist überliefert, dass auch Verschneite Dächer im Stadtviertel Montmartre entstand, ohne jedoch eine genaue Verortung des Ausblicks anzugeben. Erst um 1880 schuf er Bilder mit dem Blick aus seiner Wohnung auf den Boulevard Haussmann, darunter auch winterliche Motive.
Der Winter 1878/79 war in Paris überdurchschnittlich kalt. Ab dem 19. Dezember sind in den Wetteraufzeichnungen für die Île-de-France ungewöhnlich starke Schneefälle vermerkt. Diese Kälteperiode dauerte bis zum 1. Januar 1879 an, als Regen einsetzte. Vom 6. bis 23. Januar sind zwar erneut eisige Temperaturen, allerdings keine Niederschläge bekannt. Lediglich für den 15. und 16. Januar ist kurzzeitig Schneeregen notiert. Anhand dieser Wetteraufzeichnungen lässt sich die Entstehung des Gemäldes Verschneite Dächer auf den Zeitraum ab dem 19. Dezember 1878 festlegen. Ob der Maler das Gemälde noch im Dezember 1878 vollendete oder im Jahr 1879 an dem Gemälde weiterarbeitete, bevor er das Bild im April des Jahres in der vierten Gruppenausstellung der Impressionisten der Öffentlichkeit präsentierte, ist nicht belegt. Ein weiteres Bild mit verschneiter Dachlandschaft ist Beschneite Dächer, Paris, das möglicherweise eine vorbereitende Arbeit für Verschneite Dächer war. Das mit 60 × 72,4 cm etwas kleinere Gemälde wird von Kunsthistorikern auf 1878 datiert. Diese auf Karton gemalte Ansicht ist mit gröberen Pinselstrichen skizzenhafter ausgeführt als Verschneite Dächer und wurde zu Lebzeiten Caillebottes nie öffentlich ausgestellt.

## Mögliche Vorbilder
Winterliche Szenen haben in der europäischen Malerei eine lange Tradition und finden sich etwa in der Renaissance bei Pieter Bruegel dem Älteren, dessen Arbeiten wie Der Bethlehemitische Kindermord eine Reihe verschneiter Häuserdächer zeigen. Einige der französischen Impressionisten – eher bekannt für sommerliche Motive im Sonnenschein – widmeten sich seit den 1860er Jahren auch dem Thema Winterlandschaft. So zeigte Claude Monet, mit dem Caillebotte seit Mitte der 1870er Jahre befreundet war und den er regelmäßig finanziell unterstützte, bereits in seinem Frühwerk winterliche Szenen, die in Honfleur oder Étretat entstanden und die ebenfalls verschneite Häuser darstellen. Er versuchte in diesen Bildern die Atmosphäre der schneebedeckten Landschaft mit ihren besonderen Lichteffekten wiederzugeben und konnte hierbei nicht nur auf französische Vorbilder wie Gustave Courbet zurückgreifen, sondern orientierte sich zudem an japanischen Holzschnitten von Künstlern wie Utagawa Hiroshige und Utagawa Kuniyoshi. Im Werk Caillebottes ist der Einfluss japanischer Künstler ebenfalls ablesbar und zeigt sich im Gemälde Verschneite Dächer besonders in der unorthodoxen Perspektive. Im Winter 1878/79 malte auch Monet wieder Ansichten mit Schneelandschaften. Sein Gemälde Effet de neige à Vétheuil erwarb Caillebotte 1879 für seine eigene Kunstsammlung.
Die Kunsthistorikerin Eliza E. Rathbone sieht eine deutliche Verwandtschaft von Caillebottes Gemälde Verschneite Dächer zu dem Bild Winter von Camille Pissarro aus dem Jahr 1872. Dieses Werk, Teil einer Serie mit den Motiven der vier Jahreszeiten, schmückte das Haus des Geschäftsmannes Achille Arosa, wo es Caillebotte möglicherweise gesehen hat. Sechs Jahre vor Caillebotte zeigte Pissarro hier die schneebedeckten Häuser von Pontoise, die zwar in eine ländliche Umgebung eingebunden sind, aber das Motiv der Dachlandschaft in ähnlicher Weise aufzeigen. Dem Motiv der Hinterhöfe und Dächer einer Stadt widmete sich vor Caillebotte bereits Mitte der 1840er Jahre der deutsche Künstler Adolph Menzel. Ein solches Motiv im Winter zeigt das 1847 entstandene Bild Berliner Hinterhäuser im Schnee, von dem Caillebotte aber vermutlich keine Kenntnis hatte. Einflüsse auf Caillebotte könnten hingegen von Fotografen gekommen sein. Besonders im Werk von Hippolyte Bayard sind frühe Ansichten mit Pariser Hinterhöfen und Dächern bekannt.

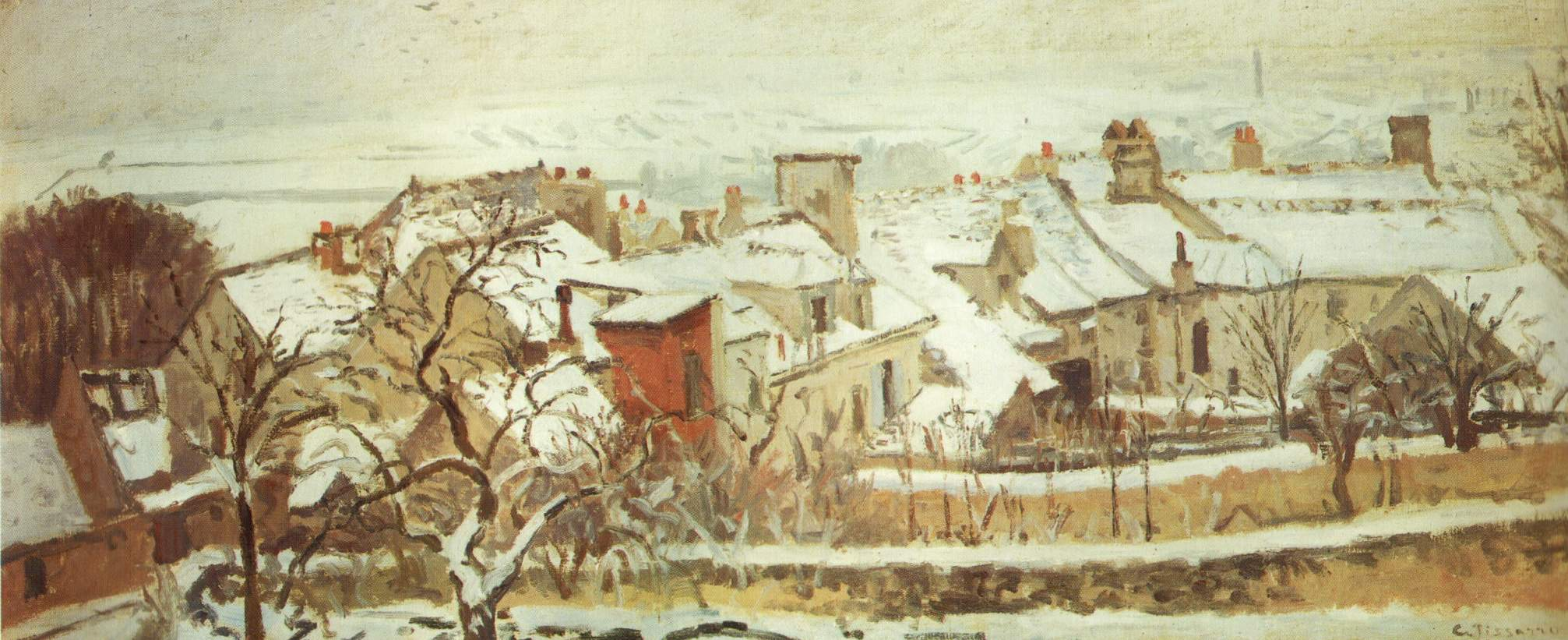
Camille Pissarro: Winter, 1872
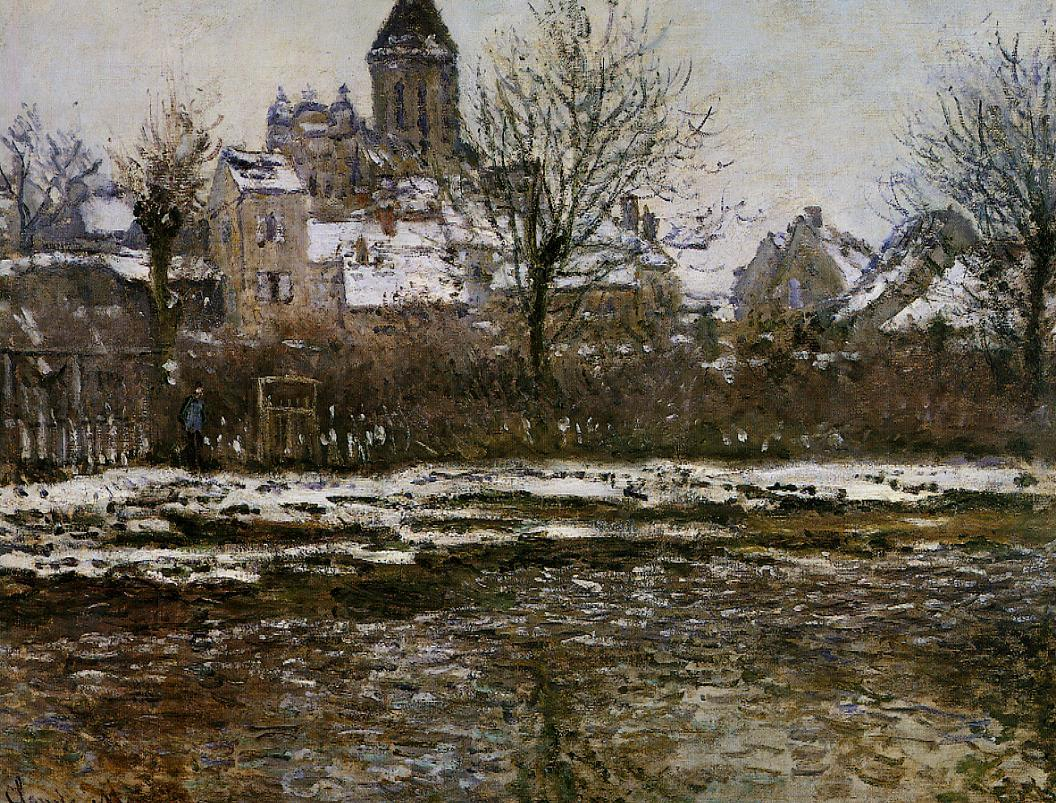
Claude Monet: Effet de neige à Vétheuil, 1878/79
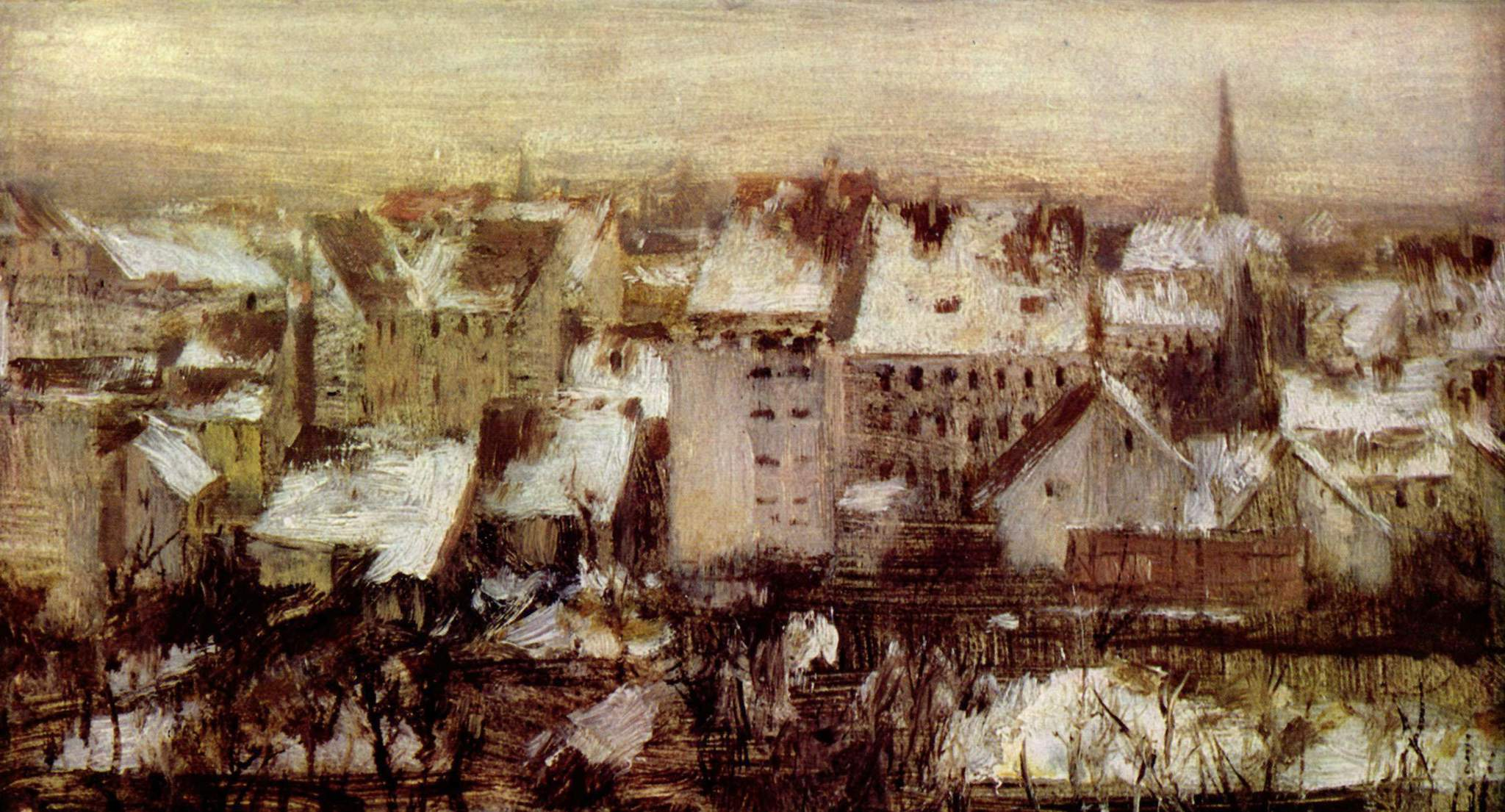
Adolph Menzel: Berliner Hinterhäuser im Schnee, 1847

## Zeitgenössische Kritik – die vierte Gruppenausstellung der Impressionisten

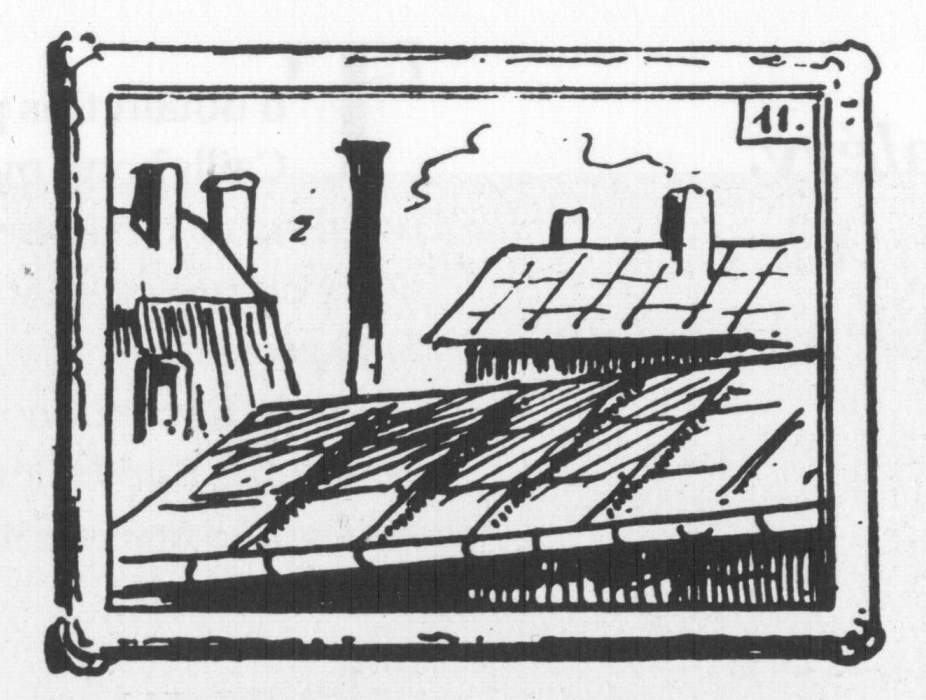
Draner: Karikatur zu Caillebottes Dachlandschaften vom 23. April 1879 in der Zeitschrift Le Charivari. Die Zeichnung bezieht sich nicht direkt auf Verschneite Dächer, sondern auf ein weiteres Werk des Künstlers.

Caillebotte zeigte Verschneite Dächer zusammen mit weiteren 24 Gemälden in der vierten Gruppenausstellung der Impressionisten, die vom 10. April bis 11. Mai 1879 in Paris stattfand. Im Gegensatz zu den früheren Ausstellungen fanden seine Arbeiten diesmal eine insgesamt positivere Resonanz, obschon die hohe Anzahl der von ihm ausgestellten Werke Kritik hervorrief. Mit Caillebottes Bildthemen setzte sich der den Impressionisten eher wohlgesinnte Kunstkritiker Edmond Duranty auseinander und merkte hierzu an, der Künstler kultiviere seine Neigung zum Düsteren. Während die meisten Kritiker nicht weiter auf die beiden gezeigten Dachlandschaften eingingen, hob Arsène Houssaye die in diesen Bildern erkennbare einfache und kraftvolle Malweise hervor.
Darüber hinaus fertigten Karikaturisten einige Zeichnungen nach den Bildern Caillebottes an. Ein unter dem Pseudonym Bec arbeitender Künstler widmete in der Zeitschrift Le monde parisien den in der Ausstellung gezeigten Werken Caillebottes eine Doppelseite, auf denen er verschiedene Bilder humorig nachzeichnete und mit spitzen Kommentaren versah, ohne jedoch auf die beiden Dachansichten einzugehen. Anders der belgische Karikaturist Draner, der Caillebottes Ausstellungsbeiträgen eine Seite in der Zeitschrift Le Charivari widmete und hierbei auch das schneelose Gemälde Vue de Toits, Paris mit seinem Spott belegte. In Anspielung auf die große Flächen des Bildes einnehmenden Zinkdächer untertitelte er seine Zeichnung mit „Zinguerie sentimentale pleine de poèsie“ (sinngemäß: „Sentimentale Zinkhütte voller Poesie“) und fügte die Anmerkung „Inspirée de l’Assommoir“ hinzu. „Inspiriert durch l’Assommoir“ ist hierbei eine Anspielung auf den 1877 erschienenen Roman L’Assommoir von Émile Zola, in dem eine Hauptfigur der Zinkarbeiter Coupeau ist.

## Provenienz
Als Gustave Caillebotte das Gemälde im Frühjahr 1879 in der vierten Gruppenausstellung der Impressionisten zeigte, war es mit dem Vermerk Sammlung M.K. versehen. Wer sich hinter diesen Initialen verbirgt, ist unbekannt und Kunsthistoriker wie Marie Berhaut, die Verfasserin von Caillebottes Werkverzeichnis, vermuten, der Künstler selbst sei der damalige Besitzer gewesen und habe einen anderen Besitzer vorgegeben. Das Bild befand sich bei Caillebottes Tod im Jahr 1894 in seinem Nachlass und noch im selben Jahr schenkte sein Bruder Martial Caillebotte es mit der Bezeichnung Étude de paysage (Landschaftsstudie) dem französischen Staat. Es gelangte zusammen mit Caillebottes Gemälde Die Parkettschleifer in die Sammlung des Louvre und wurde von 1896 bis 1929 im Musée du Luxembourg ausgestellt. Nachdem es sich anschließend bis 1947 im Louvre befunden hatte, gehörte es danach zur Sammlung der Galerie nationale du Jeu de Paume. Seit 1986 ist es Teil der ständigen Ausstellung des Musée d’Orsay.